# Sturla Sighvatsson
Sturla Sighvatsson (1199 – Örlygsstaðir, 21 agosto 1238) è stato un goði islandese del clan degli Sturlungar.
Giocò un ruolo importante nella guerra civile che sconvolse l'Islanda durante l'Epoca degli Sturlungar (in islandese Sturlungaöld).
Sturla era il figlio di Sighvatur Sturluson, fratello dello scrittore di saghe Snorri Sturluson, e viveva in una fattoria a Sauðafell. Come suo zio, Sturla divenne vassallo del re di Norvegia Haakon IV, e combatté per estendere la sua influenza sull'isola; morì nella Battaglia di Örlygsstaðir.
| Controllo di autorità | VIAF (EN) 2794152140028011100006 |